# John Van Ness Yates
John Van Ness Yates (* Dezember 1779 in Albany, Provinz New York; † 10. Januar 1839 in Albany, New York) war ein US-amerikanischer Jurist und Politiker (Demokratisch-Republikanische Partei).

## Werdegang
John Van Ness Yates, Sohn von Robert Yates, einen bekannten anti-föderalistischen Attorney und Juristen, wurde während des Unabhängigkeitskrieges im Albany County geboren und wuchs dort auf. Über seine Jugendjahre ist nichts bekannt. Yates studierte Jura in der Kanzlei von John Vernon Henry. Er bekleidete mehrere Ämter in Albany und war einer der ersten Trustee der Albany United Presbyterian Church. 1806 diente er als Captain in einer leichten Infanteriekompanie. Yates war 1808 Master in Chancery, von 1809 bis 1816 Recorder der City und von 1818 bis 1826 Secretary of State von New York.
Er wurde auf dem Albany Rural Cemetery in Menands (New York) beigesetzt.

## Werke (Mitverfasser)
- 1826: History of the State of New-York: Including Its Aboriginal and Colonial Annals